# ردالة
رَدَّالة (الاسم العلمي: Mythimna)، جنس حشرات عثية من رتبة حرشفيات الأجنحة وفصيلة الليليات. وصفت من قبل عالم الحشرات الألماني فرديناند أوكسنهايمر في عام 1816.